# Mike Commodore
Michael W. „Mike“ Commodore (* 7. November 1979 in Fort Saskatchewan, Alberta) ist ein ehemaliger kanadischer Eishockeyspieler, der im Verlauf seiner aktiven Karriere zwischen 1997 und 2014 unter anderem 537 Spiele für die New Jersey Devils, Calgary Flames, Carolina Hurricanes, Ottawa Senators, Columbus Blue Jackets, Detroit Red Wings und Tampa Bay Lightning in der National Hockey League (NHL) auf der Position des Verteidigers bestritten hat. Seine größten Erfolge feierte Commodore in Diensten der Carolina Hurricanes mit dem Gewinn des Stanley Cups im Jahr 2006 sowie dem Gewinn des Weltmeistertitels mit der kanadischen Nationalmannschaft bei der Weltmeisterschaft 2007.

## Karriere
Commodore spielte zunächst für das Team der University of North Dakota im Ligabetrieb der National Collegiate Athletic Association (NCAA), bevor er beim NHL Entry Draft 1999 als 42. in der zweiten Runde von den New Jersey Devils aus der National Hockey League (NHL) ausgewählt (gedraftet) wurde. 

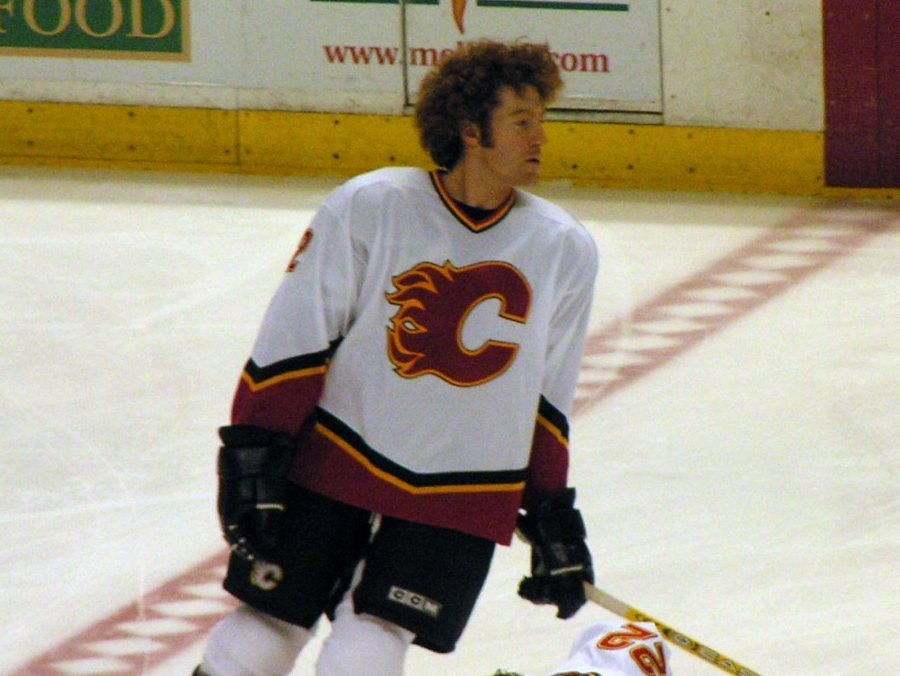
Commodore im Trikot der Calgary Flames

Nach seiner Collegezeit absolvierte der Verteidiger in der Saison 2001/02 seine ersten NHL-Spiele für die Devils, außerdem stand er beim Farmteam Albany River Rats in der American Hockey League (AHL) auf dem Eis. Nach einem Transfer im Juni 2002 gemeinsam mit Petr Sýkora, Jean-François Damphousse und Igor Pohanka im Tausch für Jeff Friesen, Oleg Twerdowski und Maxim Balmotschnych zu den Mighty Ducks of Anaheim lief der Rechtsschütze in der Saison 2002/03 für deren AHL-Kooperationspartner Cincinnati Mighty Ducks auf. Bereits im März 2003 wurde er erneut gemeinsam mit Damphousse im Tausch für Rob Niedermayer zu den Calgary Flames abgegeben, wo er zum NHL-Stammspieler avancierte. Aufgrund seines starken Defensivspiels in den Stanley-Cup-Playoffs 2004 sowie seiner für Eishockeyspieler untypischen roten Afrofrisur wurde er schnell zum Publikumsliebling, sodass der Afro schon bald Kultstatus unter den Flames-Anhängern erlangte. Während des Lockouts der NHL-Saison 2004/05 schrieb der Kanadier Schlagzeilen, als er erklärte, er würde auch bei Einführung der sogenannten Salary Cap spielen, wenn dies zum Ende des Streits führen würde. Entgegen vielen anderen Spielern änderte Commodore diese Meinung nie.
Dennoch wurde Commodore vor der Saison 2005/06 im Tausch für ein Drittrunden-Wahlrecht im NHL Entry Draft 2005 zu den Carolina Hurricanes transferiert. Dort steigerte er seine Popularität noch weiter, indem er einen weißen Bademantel, der in starkem Kontrast zu seiner Frisur stand, zu seinem Markenzeichen machte. In der Saison 2005/06 hatte Commodore maßgeblichen Anteil am ersten Stanley-Cup-Gewinn in der Geschichte der Hurricanes, nach dem Erfolg rasierte er sich sogar seine roten Locken zugunsten einer Organisation für Brustkrebskranke. Die Saison 2006/07 verlief nicht wie gewünscht und Carolina konnte sich nicht für die Playoffs qualifizieren. Im Februar 2008 wurde Commodore von Carolina gemeinsam mit Cory Stillman für Joe Corvo und Patrick Eaves zu den Ottawa Senators transferiert, die ihn im Sommer als Free Agent zu den Columbus Blue Jackets ziehen ließen.
Nach drei ereignislosen Spielzeiten in Columbus, wo er in seinem dritten Jahr nur 20 Einsätze absolvierte, unterzeichnete der Kanadier Anfang Juli 2011 einen Kontrakt für ein Jahr bei den Detroit Red Wings, die ihn Ende Februar 2012 im Austausch für ein leistungsbedingtes Siebtrunden-Wahlrecht im NHL Entry Draft 2013 zu den Tampa Bay Lightning abgaben. Sowohl in Detroit als auch in Tampa kam der Abwehrspieler aber nur sporadisch zu Einsätzen. Vor der Saison 2012/13 fand der 32-Jährige erstmals keinen neuen Arbeitgeber in der NHL und schloss sich erst Ende November 2012 als Free Agent den Hamilton Bulldogs aus der AHL auf Probe an. Nachdem der Vertrag dort im Januar des folgenden Jahres nach nur 17 Spielen wieder aufgelöst worden war, beendete der die Spielzeit beim Ligakonkurrenten Texas Stars. Zu den Stars war er im März 2013 gewechselt. Seine letzte Profisaison bestritt Commodore in der Spielzeit 2013/14 bei Admiral Wladiwostok aus der Kontinentalen Hockey-Liga (KHL).

### International
Für sein Heimatland nahm Commodore mit der kanadischen Nationalmannschaft an der Weltmeisterschaft 2007 in der russischen Landeshauptstadt Moskau teil. Dort gewann er mit der Mannschaft die Goldmedaille, wozu er in neun Turnierspielen zwei Tore vorbereitete.

## Erfolge und Auszeichnungen
- 2000 Broadmoor-Trophy-Gewinn mit der University of North Dakota
- 2000 NCAA-Division-I-Championship mit der University of North Dakota
- 2000 NCAA Championship All-Tournament Team
- 2006 Stanley-Cup-Gewinn mit den Carolina Hurricanes

### International
- 2007 Goldmedaille bei der Weltmeisterschaft

## Karrierestatistik

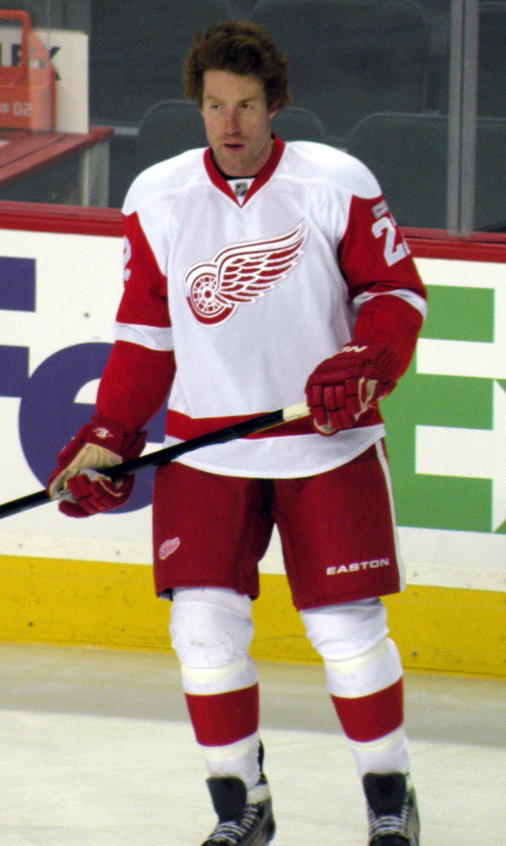
Commodore während seiner Zeit bei den Detroit Red Wings

### International
Vertrat Kanada bei:
- Weltmeisterschaft 2007

(Legende zur Spielerstatistik: Sp oder GP = absolvierte Spiele; T oder G = erzielte Tore; V oder A = erzielte Assists; Pkt oder Pts = erzielte Scorerpunkte; SM oder PIM = erhaltene Strafminuten; +/− = Plus/Minus-Bilanz; PP = erzielte Überzahltore; SH = erzielte Unterzahltore; GW = erzielte Siegtore; 1 Play-downs/Relegation; Kursiv: Statistik nicht vollständig)